# فرشته را بازی کردن
«فرشته را بازی کردن» (به انگلیسی: Playing the Angel) آلبومی از دپش مد است که در ۱۷ اکتبر ۲۰۰۵ منتشر شد.